# Спрінг-Гілл (Пенсільванія)
Спрінг-Гілл (англ. Spring Hill) — переписна місцевість (CDP) в США, в окрузі Кембрія штату Пенсільванія. Населення — 748 осіб (2020).

## Географія
Спрінг-Гілл розташований за координатами 40°22′13″ пн. ш. 78°40′9″ зх. д. / 40.37028° пн. ш. 78.66917° зх. д. (40.370383, -78.669168).  За даними Бюро перепису населення США в 2010 році переписна місцевість мала площу 2,70 км², уся площа — суходіл.

## Демографія
Згідно з переписом 2010 року, у переписній місцевості мешкало 839 осіб у 361 домогосподарстві у складі 239 родин. Густота населення становила 310 осіб/км².  Було 395 помешкань (146/км²).
Расовий склад населення:
| - 99,0 % — білих - 0,1 % — корінних американців |

До двох чи більше рас належало 0,8 %. Частка іспаномовних становила 0,5 % від усіх жителів.
За віковим діапазоном населення розподілялося таким чином: 18,0 % — особи молодші 18 років, 60,2 % — особи у віці 18—64 років, 21,8 % — особи у віці 65 років та старші. Медіана віку мешканця становила 47,1 року. На 100 осіб жіночої статі у переписній місцевості припадало 95,1 чоловіків;  на 100 жінок у віці від 18 років та старших — 88,0 чоловіків також старших 18 років.
Середній дохід на одне домашнє господарство  становив 54 571 долар США (медіана — 50 278), а середній дохід на одну сім'ю — 60 523 долари (медіана — 58 750). Медіана доходів становила 46 250 доларів для чоловіків та 36 250 доларів для жінок. За межею бідності перебувало 19,3 % осіб, у тому числі 29,6 % дітей у віці до 18 років та 15,7 % осіб у віці 65 років та старших.
Цивільне працевлаштоване населення становило 267 осіб. Основні галузі зайнятості: освіта, охорона здоров'я та соціальна допомога — 18,0 %, будівництво — 16,5 %, публічна адміністрація — 15,4 %.